# 嵐山市民滑雪場
嵐山市民滑雪場（日语：／）是位於北海道上川郡鷹栖町的一所滑雪場所。雖位於鷹栖町，但是由旭川市負責管理與營運。於2006年2月起，因資金問題而停止營業。

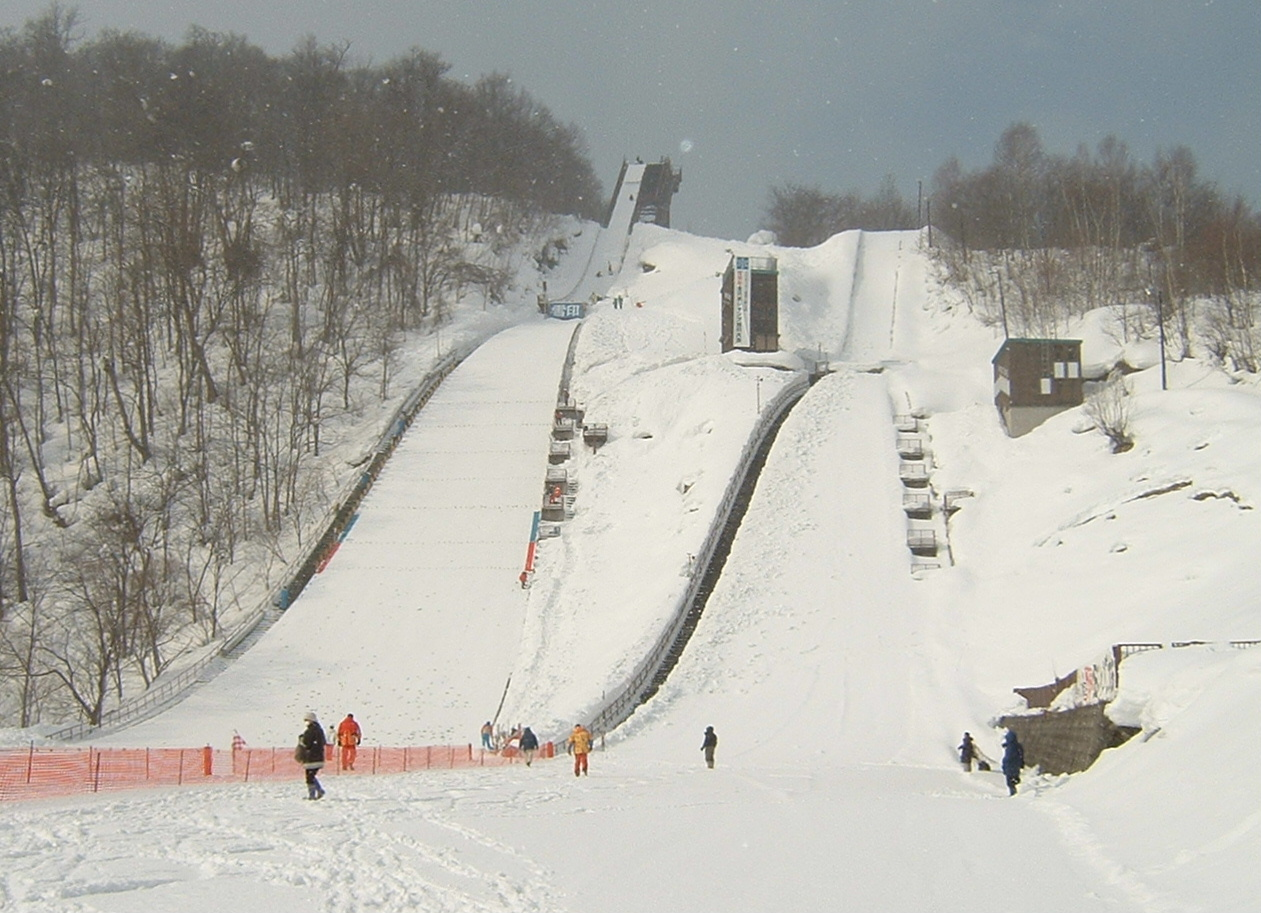
滑雪場內的嵐山跳台，左為K76，左為K50。